# Liste des épisodes de Blacklist
Cet article recense la liste des épisodes de la série télévisée américaine Blacklist.

## Panorama des saisons
| Saison | Saison | Nombre d'épisodes | Diffusion originale sur NBC | Diffusion originale sur NBC |
| Saison | Saison | Nombre d'épisodes | Début de saison             | Fin de saison               |
| ------ | ------ | ----------------- | --------------------------- | --------------------------- |
|        | 1      | 22                | 23 septembre 2013           | 12 mai 2014                 |
|        | 2      | 22                | 22 septembre 2014           | 14 mai 2015                 |
|        | 3      | 23                | 1er octobre 2015            | 19 mai 2016                 |
|        | 4      | 22                | 22 septembre 2016           | 18 mai 2017                 |
|        | 5      | 22                | 27 septembre 2017           | 16 mai 2018                 |
|        | 6      | 22                | 3 janvier 2019              | 17 mai 2019                 |
|        | 7      | 19                | 4 octobre 2019              | 15 mai 2020                 |
|        | 8      | 22                | 13 novembre 2020            | 23 juin 2021                |
|        | 9      | 22                | 21 octobre 2021             | 27 mai 2022                 |
|        | 10     | 22                | 26 février 2023             | 13 juillet 2023             |

### Première saison (2013-2014)
Le 4 octobre 2013, à la suite des bonnes audiences des deux premiers épisodes, NBC a commandé neuf épisodes supplémentaires, portant la saison à 22 épisodes.
1. La Liste (Pilot)
2. Le Freelance (The Freelancer (No. 145))
3. Wujing (Wujing (No. 84))
4. Le Marmiton (The Stewmaker (No. 161))
5. Le Coursier (The Courier (No. 85))
6. Gina Zanetakos (Gina Zanetakos (No. 152))
7. Frederick Barnes (Frederick Barnes (No. 47))
8. Général Ludd (General Ludd (No. 109))
9. Anslo Garrick - 1re partie (Anslo Garrick (No. 16))
10. Anslo Garrick - 2e partie (Anslo Garrick (No. 16) Conclusion)
11. Le Bon Samaritain (The Good Samaritan (No. 106))
12. L'Alchimiste (The Alchemist (No. 101))
13. L'Agence Cyprus (The Cyprus Agency (No. 64))
14. Madeline Pratt (Madeline Pratt (No. 73))
15. Le Juge (The Judge (No. 57))
16. Mako Tanida (Mako Tanida (No. 83))
17. Ivan (Ivan (No. 88))
18. Milton Bobbit (Milton Bobbit (No. 135))
19. Les Frères Pavlovich (The Pavlovich Brothers (No. 119–122))
20. Le Faiseur de rois (The Kingmaker (No. 42))
21. Berlin - 1re partie (Berlin (No. 8))
22. Berlin - 2e partie (Berlin (No. 8) Conclusion)

### Deuxième saison (2014-2015)
Le 3 décembre, NBC a renouvelé la série pour une deuxième saison. Diffusée à l'automne à partir du 22 septembre 2014. Après une pause en décembre et janvier, un nouvel épisode a été diffusé immédiatement après le Super Bowl XLIX, puis prend la case horaire du jeudi à 21 h à partir du 5 février 2015 portant la saison à 22 épisodes.
1. Lord Baltimore (Lord Baltimore (No. 104))
2. La Banque (Monarch Douglas Bank (No. 112))
3. Dr James Covington (Dr James Covington (No. 89))
4. Dr Linus Creel (Dr Linus Creel (No. 82))
5. La Faction (The Front (No. 74))
6. Le Cartel de Mombasa (The Mombasa Cartel (No. 114))
7. Le Cimeterre (The Scimitar (No. 22))
8. Le Décembriste (The Decembrist (No. 12))
9. Luther Braxton - 1re partie (Luther Braxton (No. 21))
10. Luther Braxton - 2e partie (Luther Braxton: Conclusion (No. 21))
11. Ruslan Denisov (Ruslan Denisov (No. 67))
12. La Famille Kenyon (The Kenyon Family (No.71))
13. Le Chasseur solitaire (The Deer Hunter (No. 93))
14. T. Earl King VI (T. Earl King VI (No. 94))
15. Le Commandant (The Major (No. 75))
16. Tom Keen (Tom Keen (No. 7))
17. L'Initiative longévité (The Longevity Initiative (No. 97))
18. Vanessa Cruz (Vanessa Cruz (No. 117))
19. Léonard Caul (Leonard Caul (No. 62))
20. Quon Zhang (Quon Zhang (No. 87))
21. Karakurt (Karakurt (No. 55))
22. Tom Connolly (Tom Connolly (No. 11))

### Troisième saison (2015-2016)
Le 5 février 2015, la série est renouvelée pour une troisième saison.
Initialement prévue pour le 24 septembre 2015, elle a été reportée au 1er octobre 2015 pour faire place au premier épisode de la mini-série Heroes Reborn d'une durée de deux heures, laquelle comportera 23 épisodes.
1. Le Désinformateur (The Troll Farmer (No. 38))
2. Marvin Gerard (Marvin Gerard (No. 80))
3. Eli Matchett (Eli Matchett (No. 72))
4. Le Djinn (The Djinn (No. 43))
5. Arioch Cain (Arioch Cain (No. 50))
6. Sir Crispin Crandall (Sir Crispin Crandall (No. 86))
7. Zal Bin Hasaan (Zal Bin Hasaan (No. 31))
8. Les Rois de la route (Kings of the Highway (No. 108))
9. Le Directeur - 1re partie (The Director (No. 24))
10. Le Directeur - 2e partie (The Director, Conclusion (No. 24))
11. M. Gregory Devry (Mr Gregory Devry (No. 95))
12. La Vehme (The Vehm (No. 132))
13. Alistair Pitt (Alistair Pitt (No. 103))
14. Lady Ambroisie (Lady Ambrosia (No. 77))
15. Drexel (Drexel (No. 113))
16. Le Gardien (The Caretaker (No. 78))
17. Mr Solomon - 1re partie (Mr Solomon (No. 32))
18. Mr Solomon - 2e partie (Mr Solomon: Conclusion (No. 32))
19. Cape May (Cape May)
20. Le Réseau Artax (The Artax Network (No. 41))
21. Susan Hargrave (Susan Hargrave (No. 18))
22. Alexander Kirk - 1re partie (Alexander Kirk (No. 14))
23. Alexander Kirk - 2e partie (Alexander Kirk: Conclusion (No. 14))

### Quatrième saison (2016-2017)
Le 7 décembre 2015, NBC a renouvelé la série pour une quatrième saison.
Cette saison est diffusée entre le 22 septembre 2016 et 10 novembre 2016 après une pause hivernale, elle revient le 5 janvier 2017 jusqu'au 18 mai 2017.
1. Esteban (Esteban (No. 79))
2. Mato (Mato (No. 66))
3. Miles McGrath (Miles McGrath (No. 65))
4. Gaia (Gaia (No. 81))
5. Le Service Lindquist (The Lindquist Concern (No. 105))
6. Les Troyens (The Thrushes (No. 53))
7. Dr Adrian Shaw - 1re partie (Dr Adrian Shaw (No. 98))
8. Dr Adrian Shaw - 2e partie (Dr Adrian Shaw : Conclusion (No. 98))
9. Lipet (Lipet's Seafood Company (No. 111))
10. Le Prévisionniste (The Forecaster (No. 163))
11. Le Harem (The Harem (No. 102))
12. Natalie Luca (Natalie Luca (No. 184))
13. Isabella Stone (Isabella Stone (No. 34))
14. L'Architecte (The Architect (No. 107))
15. L'Apothicaire (The Apothecary (No. 59))
16. Dembe Zuma (Dembe Zuma (No. 10))
17. Requiem (Requiem)
18. Philomena (Philomena (No. 61))
19. Dr Bogdan Krilov (Dr Bogdan Krilov (No. 29))
20. Le Collecteur de dettes (The Debt Collector (No. 46))
21. Mr Kaplan - 1re partie (Mr Kaplan (No. 4))
22. Mr Kaplan - 2e partie (Mr Kaplan : Conclusion (No. 4))

### Cinquième saison (2017-2018)
Le 11 mai 2017, NBC renouvelle la série pour une cinquième saison, et la diffusion de cette saison a débuté le 27 septembre 2017.
1. Smokey Putnum (Smokey Putnum (No. 30))
2. Greyson Blaise (Greyson Blaise (No.37))
3. Miss Rebecca Thrall (Miss Rebecca Thrall (No. 76))
4. L'Unitaire (The Endling (No. 44))
5. Ilyas Surkov (Ilyas Surkov (No. 54))
6. L'Agence de voyage (The Travel Agency (No. 90))
7. Le Groupe Kilgannon (The Kilgannon Corporation (No.48))
8. Ian Garvey - 1re partie (Ian Garvey (No. 13))
9. Alaska (Ruin)
10. L'Informateur (The Informant (No. 118))
11. Abraham Stern (Abraham Stern (No. 100))
12. Le Cuistot (The Cook (No. 56))
13. La Main invisible (The Invisible Hand (No. 63))
14. Mr Raleigh Sinclair III (Mr Raleigh Sinclair III (No. 51))
15. Pattie Sue Edwards (Pattie Sue Edwards (No. 68))
16. Le Tueur du Capricorne (The Capricorn Killer (No. 19))
17. Anna-Gracia Duerte (Anna-Gracia Duerte (No. 25))
18. Zarak Mosadek (Zarak Mosadek (No. 23))
19. Ian Garvey - 2e partie (Ian Garvey : Conclusion (No. 13))
20. Nicholas T. Moore (Nicholas T. Moore (No. 110))
21. Lawrence Dane Devlin (Lawrence Dane Devlin (No. 26))
22. Sutton Ross (Sutton Ross (No. 17))

### Sixième saison (2019)
Le 12 mai 2018, la chaîne renouvelle la série pour une sixième saison, avec une diffusion qui débute le 3 janvier 2019,.
1. Dr Hans Koehler (Dr Hans Koehler (No. 33))
2. Le Corse (The Corsican (No. 20))
3. Le Pharmacien (The Pharmacist (No. 124))
4. Les Prêteurs sur gages (The Pawnbrokers (No. 146/147))
5. Alter ego (Alter Ego (No. 131))
6. L’Éthicien (The Ethicist (No. 91))
7. Général Shiro (General Shiro (No. 116))
8. Marko Jankowics (Marko Jankowics (No. 58))
9. Le Ministre D (Minister D (No. 99))
10. Le Cryptobanquier (The Cryptobanker (No. 160))
11. Bastien Moreau, première partie (Bastien Moreau (No. 20))
12. Bastien Moreau, deuxième partie (Bastien Moreau : Conclusion (No. 20))
13. Robert Vesco (Robert Vesco (No. 9))
14. Les Parapluies Osterman (The Osterman Umbrella Company (No. 6))
15. Olivia Olson (Olivia Olson (No. 115))
16. Dame Chance (Lady Luck (No. 69))
17. Le Tiers-État (The Third Estate (No. 136))
18. Le Tueur de l'Université Brockton (The Brockton College Killer (No. 92))
19. Katarina Rostova (Rassvet)
20. Guillermo Rizal (Guillermo Rizal (No. 128))
21. Anna McMahon (Anna McMahon (No. 60))
22. Robert Diaz (Robert Diaz (No. 15))

### Septième saison (2019-2020)
Le 11 mars 2019, NBC annonce le renouvellement de la série pour une septième saison, avec 19 épisodes produits seulement à cause des restrictions liées à la pandémie de Covid-19. La diffusion américaine débutera le 4 octobre 2019.
1. Louis T. Steinhil, première partie (Louis T. Steinhil (No. 27))
2. Louis T. Steinhil, deuxième partie (Louis T. Steinhil: Conclusion (No. 27))
3. Les Fleurs du mal (Les Fleurs du Mal (No. 151))
4. Koweït (Kuwait)
5. Norman Devane (Norman Devane (No. 138))
6. Dr Lewis Powell (Dr Lewis Powell (No. 130))
7. Hannah Hayes (Hannah Hayes (No. 125))
8. Le Hawaladar (The Hawaladar (No. 162))
9. Les Services de réinstallation Orion (Orion Relocation Services (No. 159))
10. Katarina Rostova, première partie (Katarina Rostova (No. 3))
11. Victoria Fenberg (Victoria Fenberg (No. 137))
12. Cornelius Ruck (Cornelius Ruck (No. 155))
13. Newton Purcell (Newton Purcell (No. 144))
14. Twamie Ullulaq (Twamie Ullulaq (No. 126))
15. Gordon Kemp (Gordon Kemp (No. 158))
16. Nyle Hatcher (Nyle Hatcher (No. 149))
17. Deux Frères (Brothers)
18. Roy Cain (Roy Cain (No. 150))
19. Les Frères Kazanjian (The Kazanjian Brothers (No.156/157))

### Huitième saison (2020-2021)
Le 20 février 2020, NBC renouvelle la série pour une huitième saison. La diffusion américaine débutera le 13 novembre 2020 portant la saison à 22 épisodes.
1. Roanoke (Roanoke (No. 139))
2. Katarina Rostova, deuxième partie (Katarina Rostova : Conclusion (No. 3))
3. 450 grammes (16 Ounces)
4. Elizabeth Keen (Elizabeth Keen (No. 1))
5. Fribourg confidentiel (The Fribourg Confidence (No. 140))
6. L'Agence Wellstone (The Wellstone Agency (No. 127))
7. Mary la chimiste (Chemical Mary (No. 143))
8. Ogden Greely (Ogden Greely (No. 40))
9. La Cyranoïde (The Cyranoid (No. 35))
10. Dr Laken Perillos (Dr Laken Perillos (No. 70))
11. Le Capitaine Kidd (Captain Kidd (No. 96))
12. Ratikin (Rakitin (No. 28))
13. Anne (Anne)
14. Misère (Misère)
15. Le Nœud russe (The Russian Knot)
16. Nicholas Obenrader (Nicholas Obenrader (No. 133))
17. Ivan Stepanov (Ivan Stepanov (No. 5))
18. Protée (The Protean (No. 36))
19. Balthazar « Bino » Baker (Balthazar "Bino" Baker (No. 129))
20. Godwin Page (Godwin Page (No. 141))
21. Au commencement (Nachalo)
22. Quand la fin est proche (Konets)

### Neuvième saison (2021-2022)
Le 26 janvier 2021, NBC renouvelle la série pour une neuvième saison. Elle est diffusée depuis le 21 octobre 2021.
1. L'Ecorcheur, première partie  (The Skinner (No. 45))
2. L'Ecorcheur, deuxième partie (The Skinner: Conclusion (No. 45))
3. La CPS (The SPK (No. 178))
4. L'Ange vengeur (The Avenging Angel (No. 49))
5. Benjamin T. Okara (Benjamin T. Okara (No. 183))
6. Dr Roberta Sand (Dr Roberta Sand, Ph.D (No. 153))
7. Entre sommeil et réveil (Between Sleep and Awake)
8. Dr Razmik Maier (Dr Razmik Maier (No. 168))
9. Boukman Baptiste (Boukman Baptiste (No. 164))
10. Arcane Wireless (Arcane Wireless (No. 154))
11. Le Conglomérat (The Conglomerate (No. 142))
12. Le Patron (The Chairman (No. 171))
13. Genuine Models, Inc. (Genuine Models, Inc. (No. 176))
14. Eva Mason (Eva Mason (No. 181))
15. Andrew Kennison (Andrew Kennison (No. 185))
16. Helen Maghi (Helen Maghi (No. 172))
17. El Conejo (El Conejo (No. 177))
18. Laszlo Jankowics (Laszlo Jankowics (No. 180))
19. Le Masque d'ours (The Bear Mask)
20. La Banque Caelum (Caelum Bank (No. 169))
21. Marvin Gerard, première partie (Marvin Gerard, Conclusion: Part 1 (No. 80))
22. Marvin Gerard, deuxième partie (Marvin Gerard, Conclusion: Part 2 (No. 80))

### Dixième saison (2023)
Le 22 février 2022, NBC renouvelle la série pour une dixième saison, qui sera la dernière. Elle est diffusée depuis le 26 février 2023.
1. L'Oiseau de nuit (The Night Owl)
2. Le Baleinier (The Whaler (No. 165))
3. Les Tireurs d'élite (The Four Guns (No. 199))
4. La Hyène (The Hyena (No. 200))
5. L'Affaire Dockery (The Dockery Affair)
6. Dr Laken Perillos conclusion (Dr Laken Perillos: Conclusion (No. 70))
7. Le Freelance, deuxième partie (The Freelancer: Part 2 (No. 145))
8. Le Désinformateur, deuxième partie (The Troll Farmer: Part 2 (No. 38))
9. Le Désinformateur, troisième partie (The Troll Farmer: Part 3 (No. 38))
10. Le Facteur (The Postman (No. 173)
11. L'Homme au chapeau (The Man in the Hat)
12. Dr Michael Abani (Dr Michael Abani (No. 198))
13. L'Erreur chromatique Sicilienne (The Sicilian Error of Color)
14. Mariée au néant (The Nowhere Bride (No. 192))
15. Le Coup du chapeau (The Hat Trick)
16. Blair Foster (Blair Foster (No. 39))
17. La Morgana logistics corporation (The Morgana Logistics Corporation (No. 167))
18. Wormwood (no. 182) (Wormwood)
19. La Salle 417 (Room 417)
20. Arthur Hudson (Arthur Hudson)
21. Raymond Reddington, première partie (Raymond Reddington: Part 1)
22. Raymond Reddington : Bonne nuit (Raymond Reddington: Good Night)

## Sorties DVD et disques Blu-ray
| Saison | Date de sortie      | Date de sortie    | Société de distribution           | Contenu | Contenu | Contenu |
| Saison | États-Unis (Zone 1) | France (Zone 2)   | Société de distribution           | Contenu | Contenu | Contenu |
| ------ | ------------------- | ----------------- | --------------------------------- | --- | ------- | ------- |
| 1      | 12 août 2014        | 19 novembre 2014  | Sony Pictures Home Entertainement | Les 22 épisodes de la Saison 1. - Bonus : Les commentaires audio sur trois épisodes, les coulisses de la saison et les épisodes de Beyond the Blacklist, le tournage du pilote, les noms de la « liste noire » et les dossiers personnels des personnages principaux,. |         |         |
| 2      | 18 août 2015        | 21 octobre 2015   | Sony Pictures Home Entertainement | Les 22 épisodes de la Saison 2. - Bonus : Les commentaires audio du producteur exécutif; les scènes additionnelles et des modules « Raymond Reddington : homme du monde » et « Construire un blacklisté : Vanessa Cruz », « Leonard Caul » et « Tom Connolly », « Les complices : les intimes de Red » et « Après la partie : Luther Braxton »,.                                                                       |         |         |
| 3      | 2 août 2016         | 26 octobre 2016,  | Sony Pictures Home Entertainement | Les 23 épisodes de la Saison 3. - Bonus : Les scènes coupées et versions longues, « Création des cascades » : du script à l’écran, « Des ombres » : les méchants de la saison 3, les commentaires audio sur les épisodes « Le Directeur » et « Cape May », « Hors du cadre » : la réalisation de la bande-dessinée « The Blacklist, « Tout sur Aram » et « Les trésors de Red » : répliques favorites de la saison 3,. |         |         |
| 4      | 15 août 2017        | 26 février 2018,  | Sony Pictures Home Entertainement | Les 22 épisodes de la Saison 4. - Bonus : Les commentaires audio sur trois épisodes, « Une nuance plus claire de Red », « Une nuance plus sombre de Red »,les scènes coupées, le bêtisier, les scènes additionnelles et « Mr Kaplan, la fin d'une époque ». |         |         |
| 5      | 14 août 2018        | 20 février 2019,  | Sony Pictures Home Entertainement | Les 22 épisodes de la Saison 5. - Bonus : Les commentaires audio, les scènes additionnelles, « Tel père, telle fille », « Like Father, Like Daughter », le bêtisier et la célébration du 100e épisode,. |         |         |
| 6      | 13 août 2019        | 18 septembre 2019 | Sony Pictures Home Entertainement | Les 22 épisodes de la Saison 6. - Bonus : Les scènes coupées et versions longues, le bêtisier, « Chiffres noirs : secrets et déceptions », « Dark Figures: Secrets and Deceptions », les coulisses de la saison 6 et les commentaires audio,. |         |         |
| 7      | 11 août 2020        | 7 octobre 2020    | Sony Pictures Home Entertainement | Les 19 épisodes de la Saison 7. - Bonus : Les scènes coupées, le bêtisier, les coulisses de la saison, deux commentaires audio et un hommage à Brian Dennehy,. |         |         |
| 8      | 21 septembre 2021   | 1er décembre 2021 | Sony Pictures Home Entertainement | |         |         |
| 9      |                     | 5 juillet 2023    | Sony Pictures Home Entertainement | |         |         |

### Intégrale des saisons
| Titre                          | Dates de sortie     | Dates de sortie | Nombre de disques   | Nombre de disques | Société de distribution                                                    |
| Titre                          | États-Unis (Zone 1) | France (Zone 2) | États-Unis (Zone 1) | France (Zone 2)   | Société de distribution                                                    |
| ------------------------------ | ------------------- | --------------- | ------------------- | ----------------- | -------------------------------------------------------------------------- |
| L'intégrale des saisons 1 et 2 | 17 août 2015        | 21 octobre 2015 | 11                  | 12                | - Sony Pictures Entertainment - Universal Television - Davis Entertainment |
| L'intégrale des saisons 1 à 3  | 9 août 2016         | 26 octobre 2019 | 15                  | 9                 | - Sony Pictures Entertainment - Universal Television - Davis Entertainment |
| L'intégrale des saisons 1 à 4  |                     | 28 février 2018 |                     | 24                | - Sony Pictures Entertainment - Universal Television - Davis Entertainment |
| L'intégrale des saisons 1 à 5  | 20 février 2019     | 15              | 29                  |                   | - Sony Pictures Entertainment - Universal Television - Davis Entertainment |
| L'intégrale des saisons 1 à 6  | 18 septembre 2019   |                 | 36                  |                   | - Sony Pictures Entertainment - Universal Television - Davis Entertainment |
| L'intégrale des saisons 1 à 7  | 1er septembre 2021  | 40              |                     |                   | - Sony Pictures Entertainment - Universal Television - Davis Entertainment |

 Source : DVD.fr et Amazon.fr

## Épisodes spéciaux
| N° | Titre                              | Date de diffusion | Commentaire |
| -- | ---------------------------------- | ----------------- | --- |
| 1  | The Chosen One                     | 10 septembre 2013 | diffusé avant le premier épisode de la saison 1                                                                               |
| 2  | A Look Ahead                       | 25 août 2014      | diffusé avant le premier épisode de la saison 2                                                                               |
| 2  | Behind the Blacklist: Season 2     | 31 janvier 2015   | diffusé entre l'épisode Le Decembriste et Luther Braxton (1re partie)                                                         |
| 3  | A Look Ahead Season 3              | 13 septembre 2015 | diffusé avant le premier épisode de la saison 3                                                                               |
| 4  | Behind the Blacklist: Season 4     | 15 septembre 2016 | diffusé avant le premier épisode de la saison 4                                                                               |
| 5  | Like Father Like Daughter          | 13 septembre 2017 | |
| 6  | Season 5: First Look (Sneak Peek)  | 15 septembre 2017 | diffusé avant le premier épisode de la saison 5                                                                               |
| 7  | Comic-Con@Home 2020: The Blacklist | 26 juillet 2020   | les showrunneurs et l'équipe de la série au Comic Con de 2020 discutent a propos des challenges à remontrer face au Covid 19. |

Source :